# Czarna Cisa

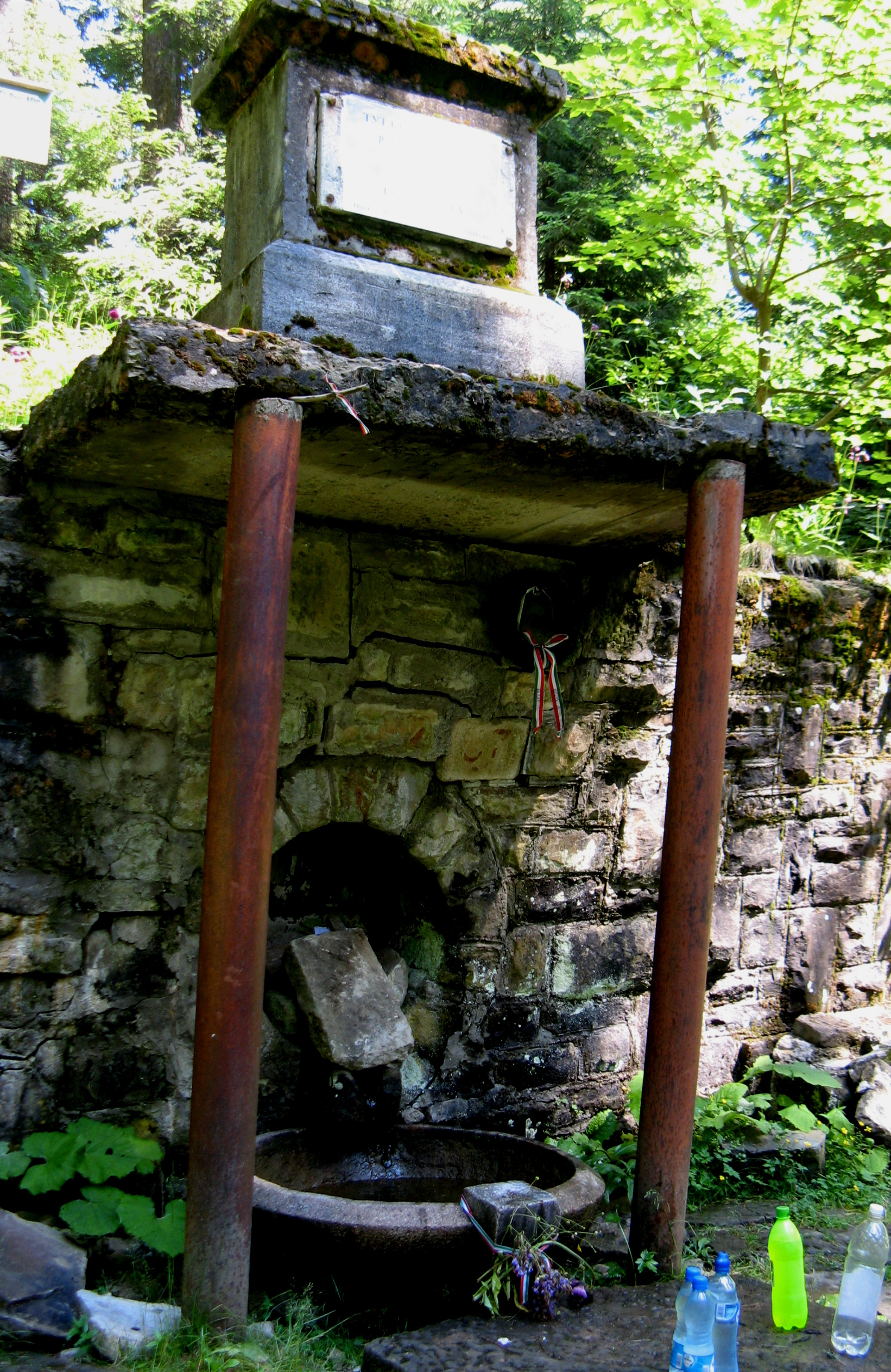
źródło Czarnej Cisy pod przełęczą Okole

Czarna Cisa (ukr. Чорна Тиса Czorna Tysa) – rzeka w Karpatach Wschodnich na Ukrainie.
Wypływa spod przełęczy Okole w Gorganach. Po około 12-15 km łączy się powyżej Rachowa z Białą Cisą, tworząc Cisę.